# Socalchemmis rothi
Espèce
Socalchemmis rothi est une espèce d'araignées aranéomorphes de la famille des Zoropsidae.

## Distribution
Cette espèce est endémique de Basse-Californie au Mexique. Elle se rencontre au sud de Tecate.

## Description
Le mâle holotype mesure 9,1 mm.

## Étymologie
Cette espèce est nommée en l'honneur de Vincent Daniel Roth.

## Publication originale
- Platnick & Ubick, 2001 : A revision of the North American spiders of the new genus Socalchemmis (Araneae, Tengellidae). American Museum novitates, no 3339, p. 1-25 (texte intégral).